# Contrafforte
Il contrafforte, in architettura, gotica soprattutto, è un sostegno pieno a sezione quadrangolare collocato in determinati punti della muratura di un edificio con funzione di rinforzo e di contro spinta.

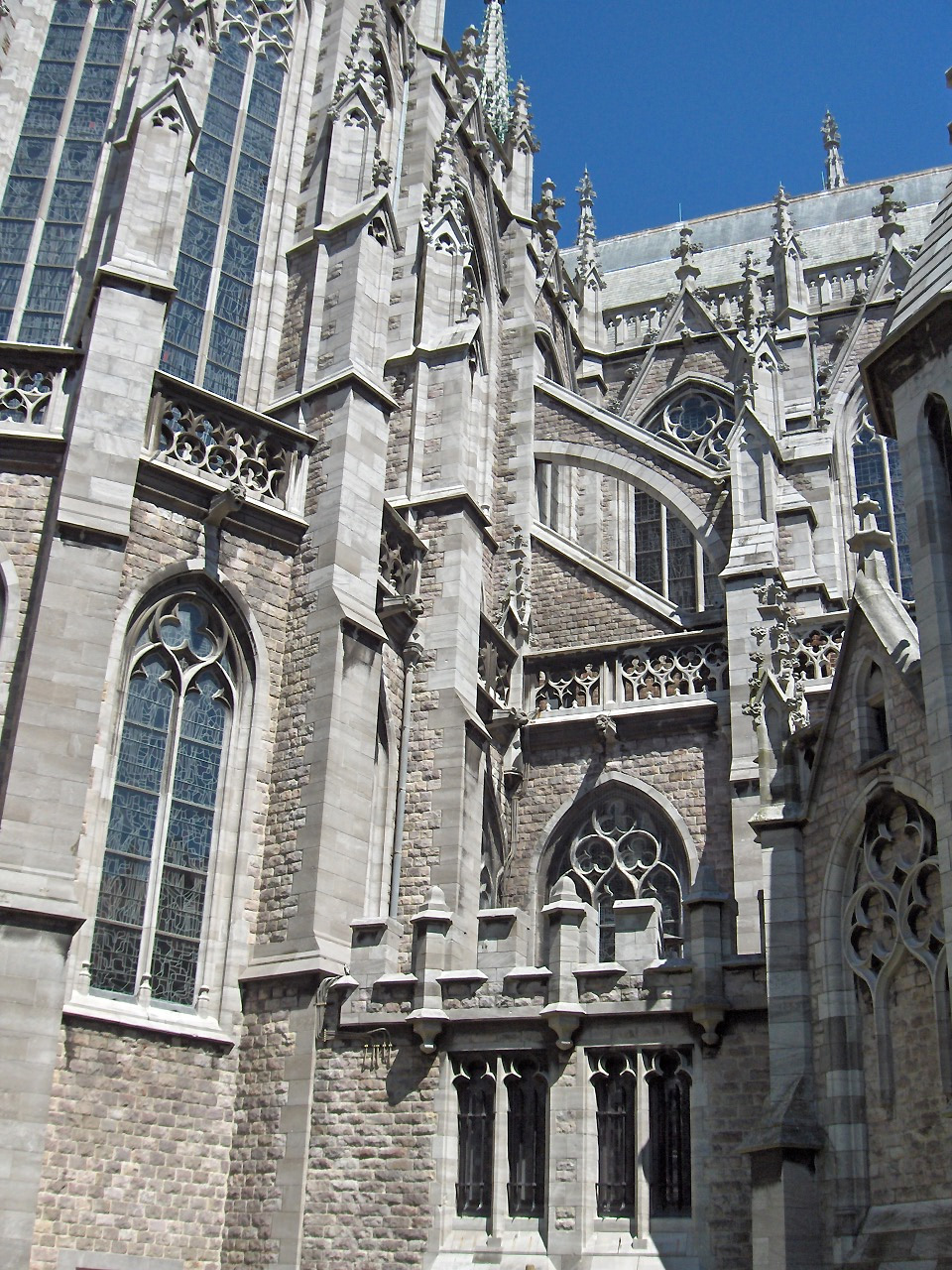
Contrafforti della Chiesa di San Paolo a Ostenda

Venne utilizzato a partire dalla tarda antichità per la costruzione di basiliche (ad esempio la Basilica di Costantino); era particolarmente usato dai romani, per poi evolversi nell'arco rampante nella costruzione delle chiese gotiche.
Il contrafforte consiste in pilastri rafforzati ad angolo retto sporgenti sulla parete esterna e in sporgenze murarie regolari che stabilizzano lateralmente la parete.

## I contrafforti del Colosseo
Tra i contrafforti più visitati al mondo vi sono quelli del Colosseo, presenti sia nel progetto originale, che negli interventi di restauro del 19º secolo. Dopo secoli di abbandono, i primi restauri iniziarono dopo il 1806, anno in cui un violento terremoto compromise la statica del terzo anello sul lato occidentale dove era richiesto un intervento di emergenza, diretto da Raffaele Stern, che organizzò l'aggiunta di uno sperone rustico in laterizio.

## Galleria d'immagini

Architettura
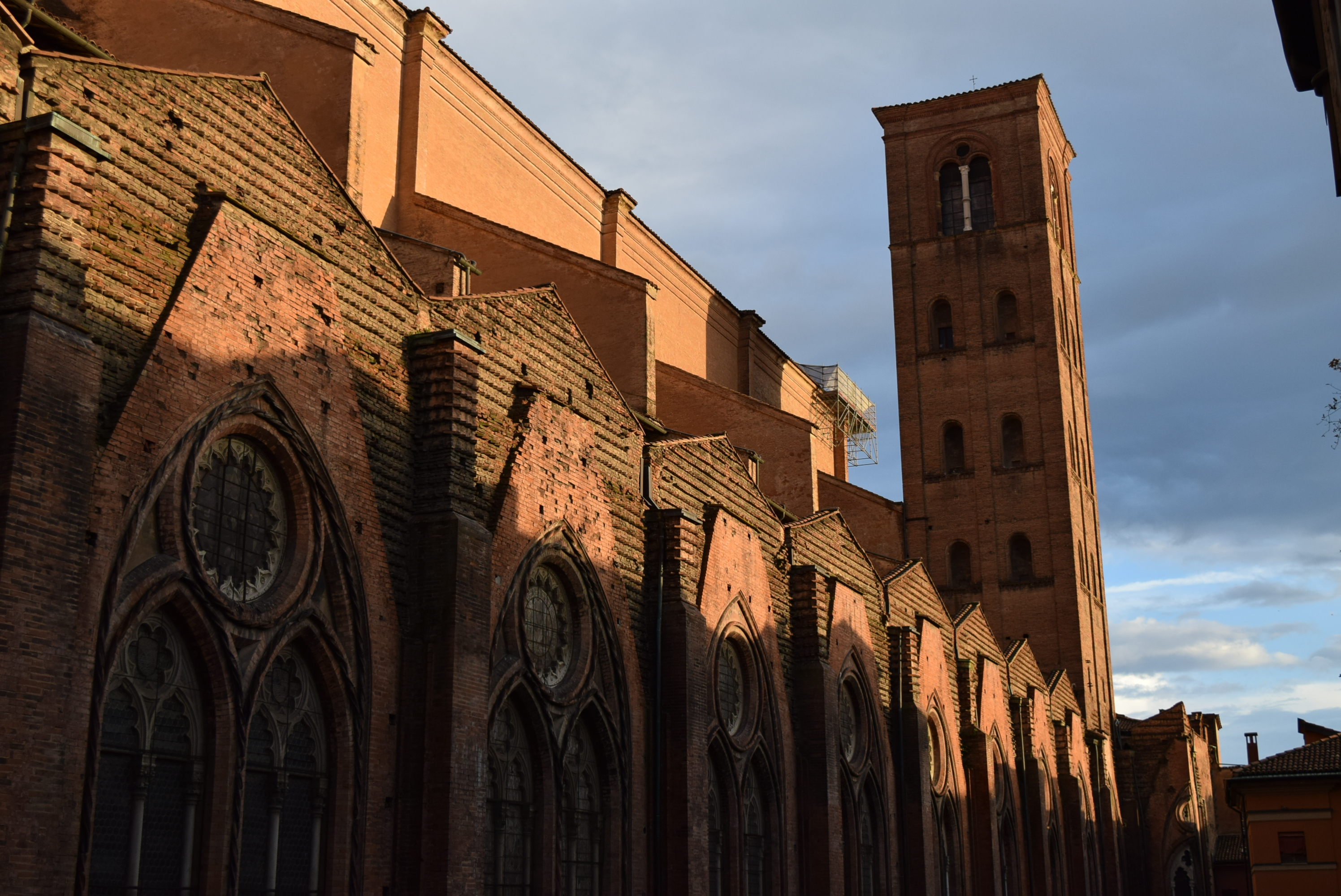
Basilica di San Petronio (Bologna): contrafforti laterali
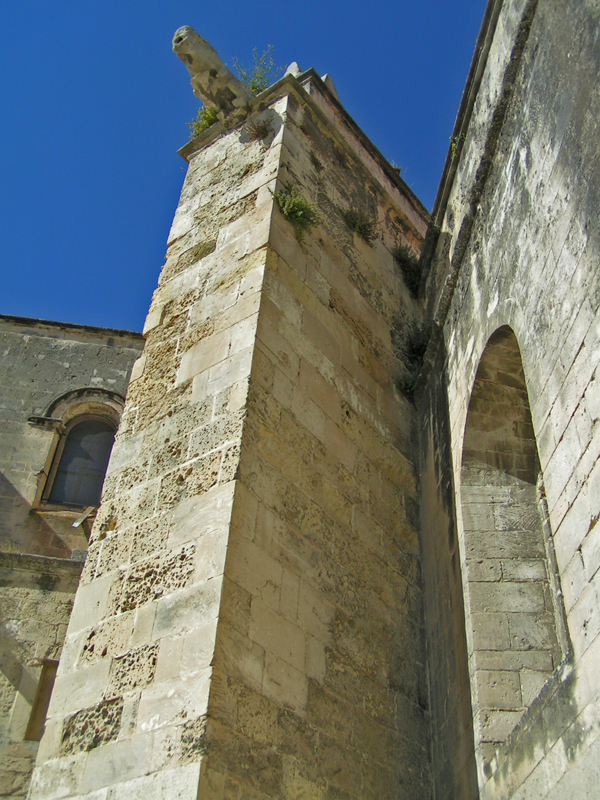
Cattedrale di San Nicola (Sassari): contrafforte d'angolo
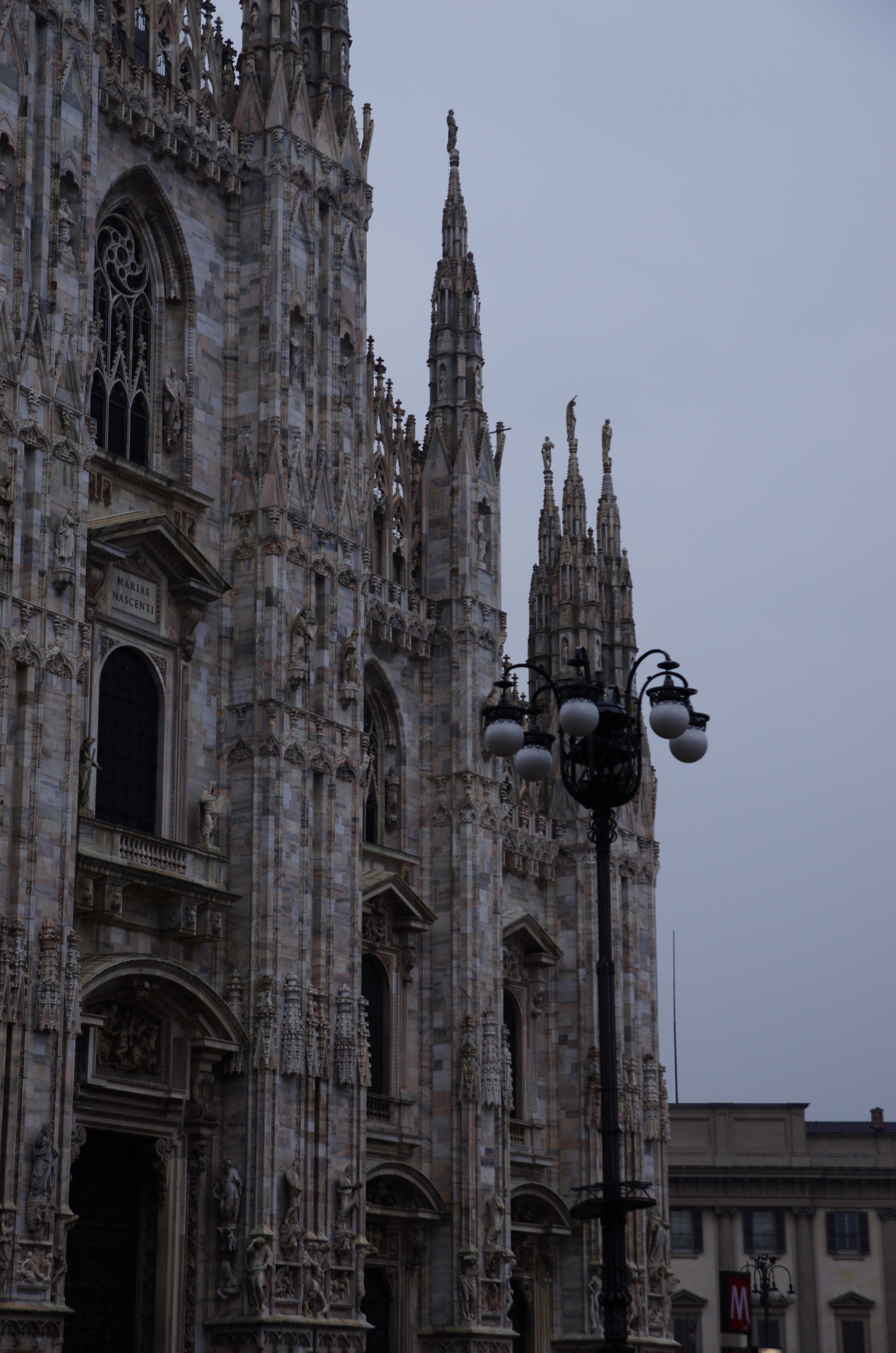
Duomo di Milano: contrafforti in facciata
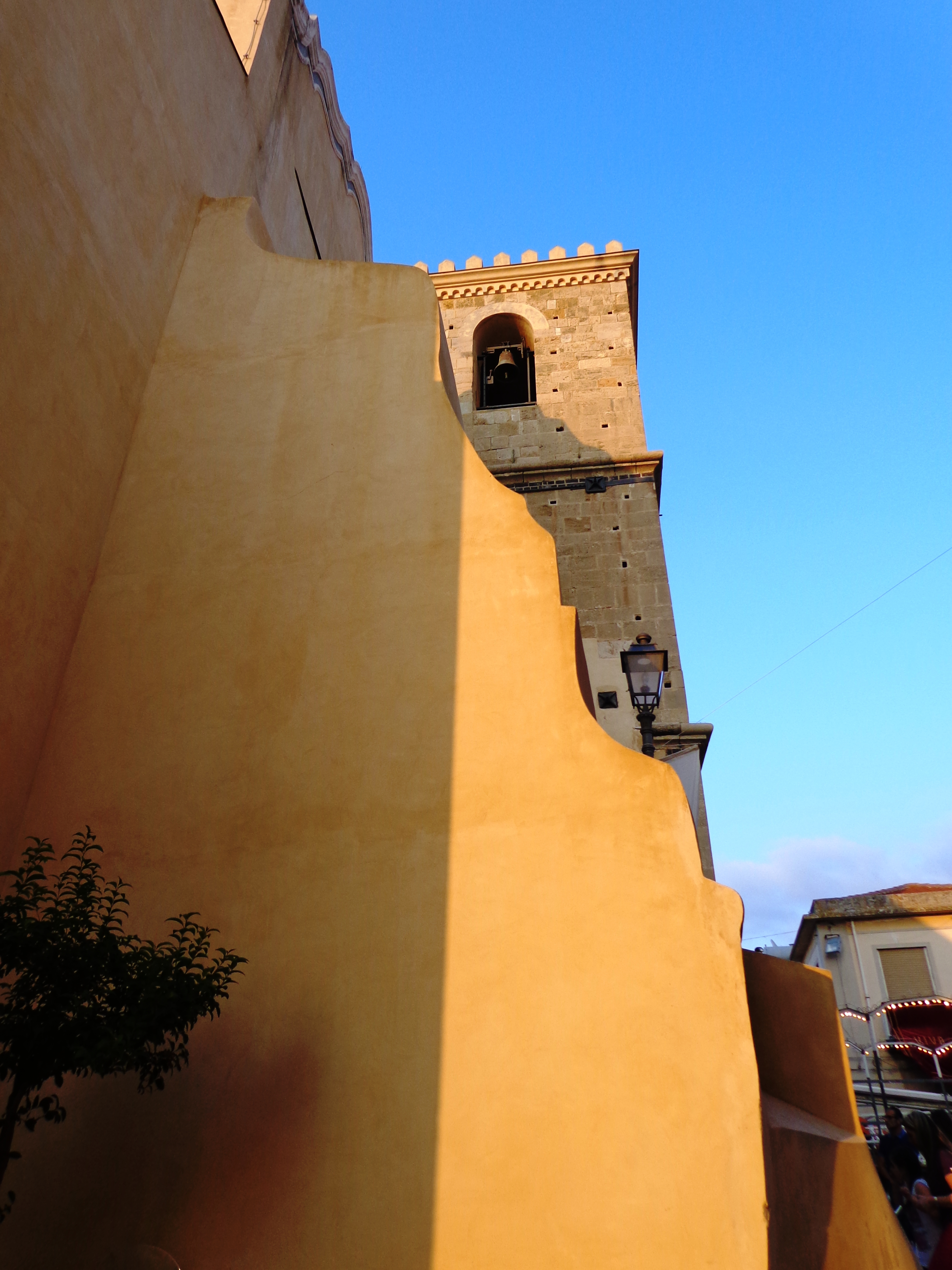
Duomo di Santa Maria Assunta (Castroreale): contrafforte laterale
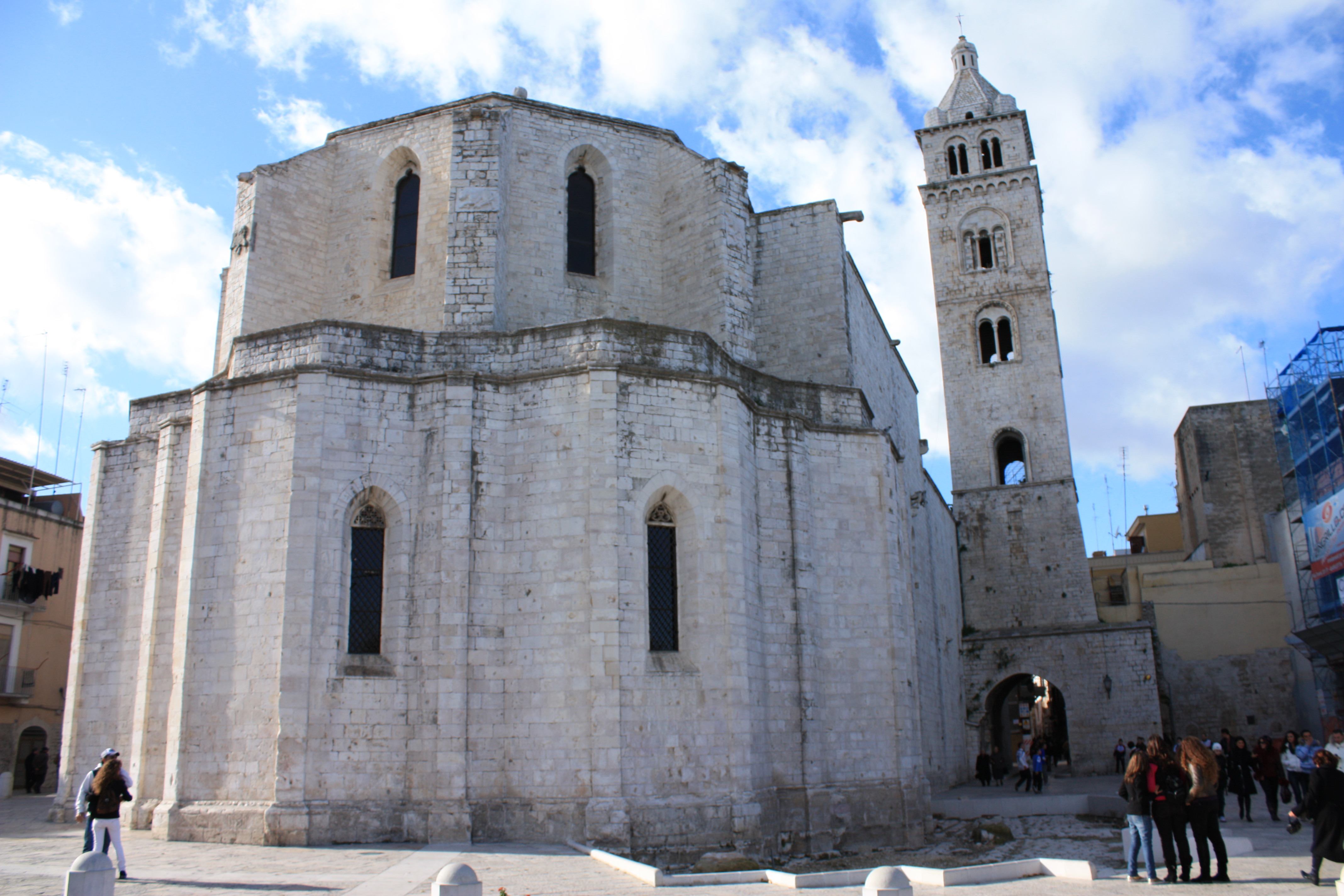
Duomo di Barletta: contrafforti d'angolo attorno all'abside

Geografia
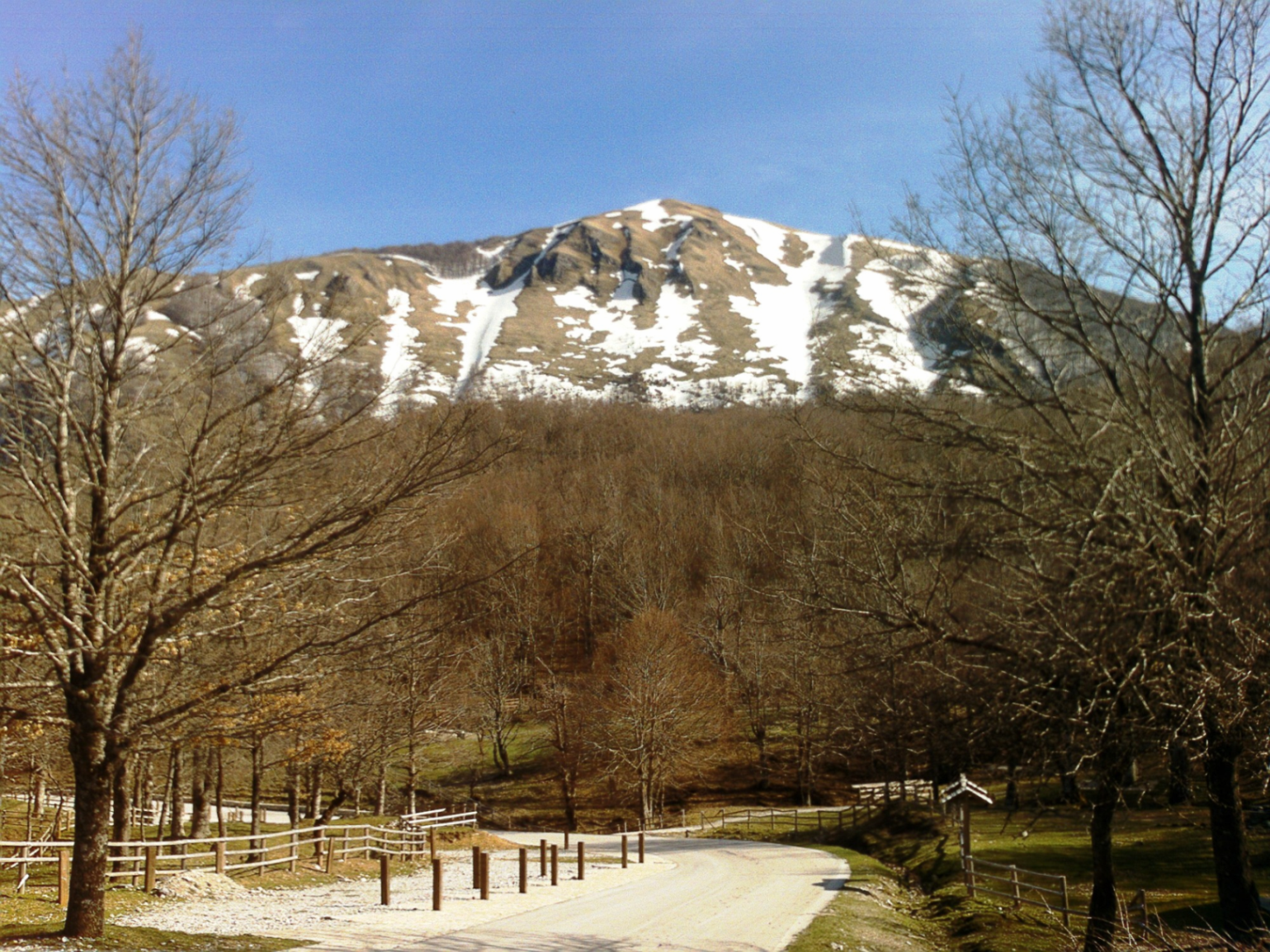
Contrafforte nord del Monte Volturino (Monti della Maddalena)